# Hasan Kuçek
Ḥasan Kuçek, o Ḥasan-e Kuçek (in persiano حسن کوچک‎; 1319 circa – Tabriz, 15 dicembre 1343), è stato un sovrano mongolo chupanide che governò in modo indipendente una parte del settentrione persiano dopo il disfacimento dell'Ilkhanato.

## Biografia

### Ascesa al potere
I Mamelucchi d'Egitto passarono per le armi nel 1381 Timurtash, padre di Ḥasan Kuçek (ossia Ḥasan il Piccolo, per distinguerlo da Ḥasan-e Bozorg, esponente della dinastia jalayride).
 
L'ascesa al potere del figlio cominciò tre anni dopo la morte dell'ultimo potente Īlkhān di Persia, Abū Saʿīd. I Jalayridi, sotto Ḥasan-e Bozorg s'erano da poco impadroniti della Persia nord-occidentale, mettendo nel 1336 un loro fantoccio sul trono ilkhanide: Muḥammad Khān. 

Ḥasan Kuçek tentò di riunificare la frammentata famiglia chupanide, perseguitata da Abū Saʿīd. Affermando che suo padre Timurtash era vivo, spacciò per suo padre uno schiavo di nome Qara Jari, affermando che Timurtash era evaso dalla sua prigionia al Cairo. La vedova di Timurtash fu anzi fatta sposare a Qara Jari per dare maggior credibilità alla frode. Il Sultano mamelucco al-Nāṣir Muḥammad, che aveva ordinato l'esecuzione del vero Timurtash, tentò di smascherare l'inganno ma non ebbe grande successo. 

I Chupanidi si unirono a Ḥasan Kuçek e molti di loro defezionarono addirittura dal servizio di Ḥasan-e Bozorg (come Pir Hosayn). Così riuniti sconfissero Ḥasan-e Bozorg ad Alataq il 16 luglio 1338. Muḥammad Khān fu mandato a morte e la regione attorno a Tabriz fu occupata.

### Sfide
A questo punto, Qara Jari tentò di disfarsi di Ḥasan Kuçek e di prendere tutto il potere da solo, ma dovette fuggire non appena il suo piano fallì miseramente. A seguito di ciò, Ḥasan Kuçek innalzò al trono ilkhanide Sati Beg, sorella di Abū Saʿīd e vedova di Chūpān, nell'estate del 1338. Quando Ṭōghā Temūr, un altro pretendente al trono ilkhanide invase (su esortazione di Ḥasan-e Bozorg) i domini chupanidi, provenendo dal Grande Khorasan, nell'inverno del 1339. Ḥasan Kuçek offrì a lui la mano di Sati Beg, non mancando d'informare i Jalayridi dell'accettazione da parte di Ṭōghā Temūr del matrimonio e delle sue ambizioni di porsi conseguentemente sul trono ilkhanide. Ḥasan-e Bozorg, sentendosi tradito, bloccò la sua avanzata in sostegno di Ṭōghā Temūr, tanto che questi fu costretto a ritirarsi nel luglio del 1339.
Nel frattempo Ḥasan Kuçek trovò un nuovo personaggio da usare come marionetta nelle sue mani: Suleyman Khan, che egli forzò a sposare Sati Beg nel maggio del 1339. Ḥasan Kuçek decise allora di marciare contro i domini jalayridi ancora una volta e, sostenuto da Pir Hosayn e da suo zio Surgan, sconfisse i Jalayiridi il 26 giugno del 1340, nella vallata di Zarrinarüd, presso Maragha. Surgan Fu nominato quindi Governatore dell'Iraq.
Durante il regno di Ḥasan Kuçek, non tutti i Chupanidi restarono leali. Surgan, ad esempio, scontento del trattamento patito da Sati Beg (che era sua madre), defezionò, raggiungendo Ḥasan-e Bozorg. Un'alleanza fu formata dai due, presto raggiunti dal governante del Diyar Bakr e dallo stesso Sultano mamelucco al-Nāṣir Muḥammad. Ḥasan Kuçek tuttavia operò per evitare che quest'ultimo rafforzasse quell'alleanza e infatti i Mamelucchi optarono per togliersi da quell'incerto confronto. Surgan prese ancora a complottare con Togha Temur, che spedì suo fratello, l'emiro sceicco ʿAlī Kāʾūn a invadere l'Iraq. Queste forze furono però sbaragliate dal fratello di Ḥasan Kuçek, Malek Ashraf, nella seconda metà del 1341, e Surgan finì con l'essere catturato e imprigionato.
All'incirca in quel tempo, vari Chupanidi s'invischiarono in un conflitto riguardante il Fars. Malek Ashraf, con suo cugino Pir Hosayn e suo zio Yagi Basti, furono coinvolti in un confronto che riguardò anche gli Injuidi, che controllavano l'area, e i Jalayridi. Il conflitto divise i Chupanidi e Pir Hosayn fu arrestato e giustiziato a Tabriz nel 1342. Yagi Basti e Malek Ashraf s'incontrarono a Baghdad. Rendendosi conto del pericolo dei due, Ḥasan Kuçek indusse Malek Ashraf a fuggire in  Georgia e quindi convinse Ḥasan-e Bozorg a ritirare il suo sostegno nei suoi confronti. Ancora una volta, però, i due tornarono in Fars l'anno seguente.

## Morte
Ḥasan Kuçek fu avvelenato da sua moglie verso la fine del 1343, evidentemente per la sua paura che la sua infedeltà coniugale sarebbe stata scoperta presto. Dal momento che Ḥasan Kuçek non aveva successori, Malek Ashraf e Yagi Basti, assieme a Surgan, si divisero i domini chupanidi, sebbene Malek ne restasse infine il solo signore.